# يومني
يومني (بالإنجليزية: YooMoney)‏ وسابقًا (بالروسية: Яндекс.Деньги)‏ بالإنجليزية Yandex.Money) هي أكبر خدمة للدفع الإلكتروني في روسيا وفقًا لمسح أجرته TNS لعام 2016. وهي خدمة للدفع عبر الإنترنت تعمل مع نوعين من العملاء - مستخدمين فرديين وتجار.
هذه الخدمة هي مشروع مشترك بين محرك البحث الرائد في روسيا ياندكس ( بورصة نازداك : YNDX)، وسبيربنك أكبر بنوك روسيا. في عام 2013، اشترى سبيربنك، أحد أكبر البنوك في أوروبا الشرقية، حصة كبيرة في ياندكس. موني. حاليًا، يمتلك سبيربنك 75% من أسهم الشركة، بينما تملك ياندكس نسبة 25% المتبقية بالإضافة إلى روبل واحد. مع أصحاب الأسهم الجدد تمكن ياندكس. موني من الوصول إلى البنية التحتية للمدفوعات التابعة لسبيربنك. وحصل المستخدمون على فرصة لتعبئة محافظهم الإلكترونية من خلال سلسلة أجهزة الصراف الآلي ومحطات سبيربنك والخدمات المصرفية عبر الإنترنت.
ياندكس. موني لديه خدمة عمل لعمل(*معاملات الشركات) وهي (Yandex.Checkout) - وهي مجمع للدفع للمتاجر عبر الإنترنت وغيرها من الشركات التي تحتاج إلى قبول المدفوعات على منصاتها الإلكترونية. Yandex.Checkout تم إطلاقهُ بواسطة ياندكس. موني في عام 2013. يُعد Yandex.Checkout حاليًا الخدمة الرائدة لقبول المدفوعات عبر الإنترنت في روسيا، وفقًا لاستطلاع أجرته (أبحاث مارك) في 2016. مع هذا الحل للمدفوعات، يمكن للتجار من جميع أنحاء العالم أن يقدموا للمستهلكين الروس طرق الدفع عبر الإنترنت الأكثر شيوعًا بين الروس ومواطني كومنولث الدول المستقلة - في زر واحد فقط «الدفع باستخدام ياندكس»: البطاقات المصرفية، الخصم المباشر (الخدمات المصرفية عبر الإنترنت)، المحافظ الإلكترونية، الهواتف المحمولة، والنقد عبر تجار التجزئة للهاتف المحمول وأكشاك الدفع (هناك أكثر من 250 ألف نقطة قبول نقدي في جميع أنحاء رابطة الدول المستقلة). حاليا يستخدم أكثر من 76,000 متجر عبر الإنترنت في جميع أنحاء العالم Yandex. Checkout، بما في ذلك شركاء مثل سكايب وعلي إكسبريس ( مجموعة علي بابا ) و جيه دي.كوم و بلابلاكار.
يمتلك ياندكس. موني أيضًا محفظة إلكترونية، وهي المنتج الأصلي للشركة. فهو يوفر للمستهلكين طرقًا سهلة وآمنة وموثوقة للدفع عبر الإنترنت على موقعه الخاص وتطبيق الجوّال. تستضيف الخدمة حوالي 30 مليون حساب مستخدم مع حوالي 15000 حساب جديد يتم فتحها يوميًا. أظهرت أبحاث TNS الحديثة أن ياندكس. موني هو المحفظة الإلكترونية الأكثر شعبية في روسيا: يدفع كل مستخدم إنترنت ثالث في روسيا بواسطة ياندكس. محفظة النقود الإلكترونية (Yandex.Money e-wallet). باستخدام ياندكس. موني، يمكن للاعبين أيضًا الدفع على نينتندو، إضافة حساب على ستيم، و Wargaming، و ريوت غيمز، رموز شراء أبل ( آي تيونز ) و إكس بوكس. أصبح ياندكس موني هو مدير المبيعات الرسمي لدى ناشر اللعبة الشهير إلكترونيك آرتس. يمكن للمستخدمين الروس الآن شراء فيفا 17 للكمبيوتر الشخصي وأجهزة إكس بوكس من خلال الخدمة. كما يوزع ياندكس موني بطاقات بليزارد إنترتينمنت الافتراضية، التي توفر للمستخدمين خيار الدفع لألعاب Blizzard عبر الإنترنت: وورلد أوف ووركرافت، أوفرواتش (لعبة فيديو)، Heroes of the Storm، ستار كرافت، هيرث ستون هيروس أوف ووركرافت، و سلسلة ديابلو.
يمكن للعملاء أيضا استخدام بطاقات ياندكس موني كوسيلة للدفع: تتوفر بطاقات ماستر كارد البلاستيكية والافتراضية للإصدار. في عام 2015 ياندكس. موني حصلت عليها حالة عضو ماستر كارد رئيسي. بحلول عام 2016 ياندكس موني أصدرت أكثر من 500000 بطاقة بلاستيكية و 11 مليون بطاقة ماستر كارد افتراضية. ياندكس موني كانت من بين أول من جلب مستخدمي أبل باي في روسيا، الذي يحول مدفوعات الهاتف المحمول بطريقة سهلة وآمنة وخاصة للدفع في المتاجر والتطبيقات وعلى شبكة الإنترنت. يمكن للعملاء الدفع عبر أبل باي بإضافة بطاقة ياندكس البلاستيكية أو المدفوعة مسبقًا إلى Apple Wallet. المتاجر عبر الإنترنت والتجار الآخرين، الذين يقبلون الدفع عبر ياندكس موني يمكن أن يوفروا للمستهلكين دفعًا سريعًا وملائمًا عبر خدمة الأثير عبر Apple Pay. مع بصمة الإصبع، ليست هناك حاجة لملء نماذج الدفع الطويلة يدويًا أو كتابة معلومات الفوترة بشكل متكرر.
قام أكثر من 4 ملايين مستخدم بتنزيل تطبيق ياندكس موني. 35% منهم يستخدمون جهاز آي أو إس. باستخدام التطبيق، يمكنهم تحويل الأموال عبر iMessage، فواتير الدفع - مثل المرافق، والإنترنت، وخدمات الهاتف المحمول - تسديد مدفوعات القروض، والوصول إلى دفعاتهم المتكررة، وأكثر من ذلك. يمكن للمستخدمين أيضًا تنزيل تطبيق ياندكس مومني على ساعات أبل.
يتيح التطبيق على نظام آي أو إس دفع غرامات المرور عبر آبل باي.
وفقا لاستطلاع للرأي العام يونيو 2015، ياندكس موني معروف على نطاق واسع في روسيا. في استطلاع أجرته TNS أن 92% من الروس على دراية بالخدمة، و 44% يستخدمون بشكل منتظم ياندكس موني لتسديد المدفوعات.
مقر الشركة في موسكو، روسيا. لديها مكاتب فرعية في سانت بطرسبرغ ونيجني نوفغورود. إيفان غلازاتشيف هو المدير المالي أصبح رئيس الشركة في 1 مارس 2017.